# بانک اسپارهافن زوریخ
بانک اسپارهافن زوریخ (انگلیسی: Bank Sparhafen Zürich) شرکت خدمات مالی و بانکداری سوئیسی است، که در سال ۱۸۵۰ تأسیس شد.